# Psilopogon rubricapillus
Il barbuto capirosso (Psilopogon rubricapillus (J. F. Gmelin, 1788)) è un uccello della famiglia dei Megalaimidi endemico dello Sri Lanka. Attualmente è considerato monotipico, ma in passato il barbuto del Malabar (P. malabaricus) era ritenuto una sua sottospecie.

## Descrizione

### Dimensioni
Misura circa 16-17 cm di lunghezza per un peso di 32-39,5 g.

### Aspetto
Questo piccolo barbuto dal corpo tozzo e dal piumaggio verde ha zampe e piedi rossi. Il maschio presenta una fronte rossa, una zona di colore dorato al di sopra e al di sotto dell'occhio e una linea nera che attraversa la regione dell'iride. L'intera faccia è delimitata da una fascia esterna nera, dietro la quale è possibile scorgere un po' del blu che si ricollega al blu delle guance. La gola è di colore arancio dorato e vi è anche un po' di rosso-arancio sulla parte alta del petto.
La femmina ha del rosso-arancio dai toni meno brillanti sul petto. Gli esemplari immaturi hanno un piumaggio più opaco degli adulti, con la gola di colore più chiaro.

### Voce
Il canto è costituito da una serie di gruppi di 4-12 note. I gruppi di tok o di ta vengono emessi con la cadenza di circa 8 note al secondo, con una pausa di circa un secondo tra ciascun gruppo. Pur essendo molto simile al canto del barbuto del Malabar, il canto di questa specie è più vivace; esso dura 30 secondi o più e talvolta può protrarsi fino a 5 minuti. Prima dell'accoppiamento o durante gli incontri interattivi è possibile udire dei cheen-cheen. Quando si riposano insieme emettono dei kwank delicati. I giovani che sollecitano il cibo producono dei kuk in serie e picchiettano all'interno della cavità.

## Biologia
I barbuti capirossi hanno un volo diretto costituito da battiti d'ala regolari e rapidi. Questi uccelli scavano le cavità in cui riposano sul lato inferiore di un ramo secco e sottile. Le cavità deputate alla riproduzione vengono talvolta ingrandite e rese più profonde per servire da luogo di riposo.

### Alimentazione
I barbuti capirossi si nutrono di fichi, come quelli del baniano o del fico delle pagode (Ficus religiosa), e di altri frutti.
I barbuti capirossi si riuniscono sugli alberi da frutto in gruppi di almeno una trentina di individui. Quando consumano dei fichi, questi uccelli li beccano ripetutamente anziché ingoiare il frutto intero.

### Riproduzione
I barbuti capirossi si riproducono da dicembre a settembre. Più della metà delle coppie ha due nidiate per stagione. Le offerte di cibo rituali sono molto frequenti. I due adulti impiegano circa 18 giorni per scavare il nido sul lato inferiore di un ramo sottile, tra 8 e 20 metri di altezza dal suolo. Esso si trova spesso ad un'altezza inferiore rispetto a quello dell'anno precedente. Le dimensioni del nido sono le seguenti: 3,85 cm per il diametro dell'ingresso, 17 cm di profondità per la galleria e 7,25 cm di larghezza per la camera di deposizione. Tuttavia il nido non si trova mai ad un'altezza superiore a 1-5 metri nel caso si trovi su alberi del pane, eritrine, poinciane e palme da cocco. I nidi sono abbastanza distanti tra loro: i più vicini distano non meno di 70 metri.
La covata comprende 2 o 3 uova, generalmente 2, deposte nel giro di 3-5 giorni. La femmina cova di notte, mentre di giorno covano entrambi i genitori. Il passaggio di consegna si svolge con grande scambio di richiami che risuonano come dei chin. Il periodo di incubazione dura 14 o 15 giorni. I due genitori nutrono i nidiacei con insetti e frutti rigurgitati durante i primi 4 giorni, poi con frutti interi ad una cadenza che può raggiungere i 13 rifornimenti all'ora appena prima dell'involo. A queste condizioni, ogni piccolo guadagna circa 1,5 grammi al giorno durante i primi 21 giorni. In seguito la crescita avviene ad un ritmo inferiore, in quanto i genitori riducono l'alimentazione per incoraggiare i giovani a prendere il volo. La durata del soggiorno nel nido è di 35-37 giorni. Dopo l'involo, i giovani ritornano al nido solo per 2-4 giorni, quindi diventano indipendenti e si disperdono. Il tasso di successo delle covate è del 50%. I barbuti capirossi subiscono gli attacchi dei barbuti verdi orientali, che distruggono i nidi e gettano fuori i piccoli se il ramo è largo o se il loro nido si trova nelle vicinanze.

## Distribuzione e habitat
I barbuti capirossi sono endemici dello Sri Lanka. Frequentano le foreste sempreverdi, i bordi delle foreste, le piantagioni, gli alberi da frutto e i frammenti residui di zone boschive. Visitano anche i terreni agricoli ove siano presenti alberi e i giardini. In alcune zone aride è possibile incontrarli lungo i corsi d'acqua. Si incontrano dal livello del mare fino ad altitudini che possono raggiungere i 1300 metri. Laddove il suo areale si sovrappone a quello del barbuto fabbro (P. haemacephalus), suo parente stretto, le due specie occupano tipi diversi di habitat, in quanto il barbuto capirosso è maggiormente legato alle foreste.

## Conservazione
Secondo BirdLife International la specie non è da considerarsi minacciata. Essa è comune nelle pianure umide dell'isola, ma più rara nelle zone aride. Ciononostante, il degrado e la distruzione delle foreste sono considerati come potenziali minacce per la sua sopravvivenza, soprattutto perché i programmi di conservazione e l'istituzione di aree protette non sono considerati prioritari.